# 영천 은해사 기기암 신중도
영천 은해사 기기암 신중도는 대한민국 경상북도 영천시 청통면, 은해사 기기암에 있는 신중도이다. 2019년 8월 26일 경상북도의 유형문화재 제538호로 지정되었다.

## 지정 사유
이 불화는 18세기 후반 경상도 일대에서 활동한 유성(有誠)이 수화승으로 조성한 신중도이다. 화면의 등장인물로 대자재천왕(大自在天王)이 나오는 사례는 매우 드문데, 그 중 제작시기가 가장 올라가는 작품이다.
섬세한 세필의 필선이 돋보이는 작품으로서 화기(畵記)를 통해 1777년이라는 명확한 제작시기를 알 수 있을 뿐만 아니라, 신중도 가운데 대자재천왕의 존명을 보여주는 방제(旁題)를 통해 도상을 이해하는데 판단근거가 된다는 점에서 학술적으로 중요한 작품이라 판단되므로 유형문화재로 지정한다.

## 참고 문헌
- 영천 은해사 기기암 신중도 - 국가유산청 국가유산포털